# Die Krupps
Die Krupps (читается «ди круппс») — немецкая индастриал-группа, основанная в 1980 году Юргеном Энглером и Бернардом Малакой в Дюссельдорфе.

## История
Название группы следует читать по-немецки — Ди круппс. Оно ссылается на известную германскую промышленную династию Крупп, владельцев сталелитейного и военного производства. Группа имеет активную антимилитаристкую позицию и, вероятно, такое название было выбрано, чтобы подчеркнуть роль семьи Крупп (в частности Альфреда Круппа) в вооружении нацистской Германии во время Второй мировой войны.

Мы используем название большого индустриального сталелитейного и обрабатывающего концерна в Германии, который обеспечивает работой множество народа и является важным стабилизирующим элементом немецкой экономики. В то же время, концерн производил оружие для нацистов во время Второй мировой войны, к чему я отношусь очень критически. Мы решили взять название, которое отражает в себе противоречивое отношение к Германии в остальном мире.— die krupps на сайте postindustrial.org
Группа была распущена в 1997 году, после выхода альбома Paradise Now, а Энглер занялся проектом DKay.com, с которым выпустил всего два альбома ("Decaydenz" 2000 года и "Deeper in to the Heart of Dysfunction" 2002 года). Тем не менее к 25-летию с момента создания, в 2005 году музыканты вновь собрались, чтобы дать несколько выступлений.
В 2007 году Die Krupps перезаписали свои лучшие хиты и выпустили их как двухдисковый альбом «Too Much History», в который также вошли три новые песни, две из которых были написаны ранее, но не были изданы. Группа стала активно гастролировать. В нескольких последних интервью музыканты говорили о намерении выпустить сингл, а затем и новый альбом, но пока вышли лишь переиздания альбомов «I» и «Volle Kraft Voraus», а также ремиксованный альбом «Volle Kraft Null Acht». (Ли Алтус — гитара в группе больше не играет)
В приложении к октябрьскому номеру музыкального журнала Sonic Seducer: Cold Hands Seduction Vol.112 была опубликована новая песня "Die Macht", сочетающая в себе элементы EBM и метала. Песня вошла в новый EP группы под названием «Als wären wir für immer», выход которой состоялся 22 ноября 2010 года.
25 октября 2013 года вышел восьмой альбом группы под названием "The Machinists of Joy". Альбом получил свое название от одного из ранних треков группы «Machineries of Joy», кавера на Wahre Arbeit Wahrer Lohn, сделанного Ральфом Дорпером и Нитцером Эббом в 1989 году. Сингл Risikofaktor сопровождался музыкальным видео, которое было выпущено 23 января 2013 года. 20 декабря 2013 года группа выпустила клип на трек Nazis auf Speed.
28 августа 2015 года для цифрового скачивания и в виде двойного компакт-диска вышел девятый альбом Die Krupps под названием "V - Metal Machine Music". Среди песен альбома есть несколько старых песен группы, которые ранее не были выпущены на номерных альбомах: "The Vampire Strikes Back" - это переработка песни, ранее выпущенной на OST-альбоме Wing Commander в 1998 году. "Alive in a Glass Cage", "Road Rage Warrior" и "Volle Kraft voraus" также старые песни, которые были перезаписаны. "The Red Line" впервые был выпущен в альтернативной версии в 2014 году как B-Side к синглу "Robo Sapien".
Десятый альбом Die Krupps под названием «Vision 2020 Vision» вышел 15 ноября 2019 года. Кроме того, в 2019 году Юрген Энглер основал Die Klute, индустриальную металлическую супергруппу, в которую вошли Дино Казарес (Fear Factory) и Клаус Ларсен (Leæther Strip). Группа в 2019 году выпустила альбом под названием Planet Fear на Bandcamp.
8 мая 2021 года на лейбле Cleopatra Records был издан одиннадцатый альбом Die Krupps под названием "Songs from the Dark Side of Heaven", стоящий из кавер-версий известных хитов 70-х и 80-х годов XX века, в том числе в исполнении Sparks, Devo, Blue Öyster Cult, The Stranglers, Queen и других.

## Дискография

### Альбомы
- 1981 — Stahlwerkssinfonie & Wahre Arbeit — Wahrer Lohn
- 1982 — Volle Kraft Voraus!
- 1985 — Entering the Arena
- 1992 — I
- 1993 — II — The Final Option
- 1995 — III — Odyssey of the Mind
- 1997 — Paradise Now
- 2013 — The Machinists of Joy
- 2015 — V — Metal Machine Music
- 2019 — Vision 2020 Vision
- 2021 — Songs From the Dark Side of Heaven

### Сборники
- 1991 — Metall Maschinen Musik (сборник)
- 1995 — Rings of Steel (сборник)
- 1997 — Metalmorphosis of Die Krupps '81-'92 (сборник)
- 1997 — Foundation (сборник)
- 2007 — Too Much History (сборник)
- 2009 — Volle Kraft Null Acht (альбом ремиксов)

### EP
- 1993 — A Tribute to Metallica
- 1993 — Fatherland
- 1996 — Isolation
- 1996 — The Remix Wars (DIE KRUPPS vs. FLA)
- 2010 — Als wären wir für immer
- 2014 — Robo Sapien
- 2020 — Trigger Warning